# August Krohn
August Krohn, född den 29 juli 1840 i Brusendorf, död den 27 mars 1889 i Wiesbaden, var en tysk filosofihistoriker.
Krohn promoverades 1870 vid universitetet i Leipzig till filosofie doktor. År 1875 habiliterade han sig vid universitetet i Halle. Han sysslade särskilt med platonsk filosofi, vars utveckling och reception han följde över Aristoteles ända in i samtiden (Johann Gottlieb Fichte). I Halle var Krohn under sex år privatdocent. År 1881 blev han extra ordinarie professor där och 1884 kallades han till universitetet i Kiel som ordinarie professor i filosofi.